# Imbophorus leucophasmus
Imbophorus leucophasmus là một loài bướm đêm thuộc họ Pterophoridae. Nó được tìm thấy ở Úc.
Sải cánh dài 15–18 mm.